# Ersatzteilspender
Ein Ersatzteilspender ist ein technisches Gerät, das nicht mehr für seinen ursprünglichen Zweck genutzt wird, sondern zur Entnahme von Ersatzteilen oder komplexeren Baugruppen bereitgehalten wird. Andere Geräte gleicher oder ähnlicher Bauart können dann im Falle eines Defekts mit noch betriebsfähigen Teilen aus dem Ersatzteilspender repariert werden.
Meist war ein Ersatzteilspender bereits selbst schon defekt, bevor er außer Betrieb gesetzt wurde; seine eigene Reparatur ist oft nicht mehr wirtschaftlich. Charakteristisch ist, dass der Ersatzteilspender noch in seiner ursprünglichen Form erkennbar ist und zumindest äußerlich noch weitgehend unzerlegt wirkt.
Gegenüber der Lagerung der bereits vereinzelten, gebrauchten Ersatzteile hat ein Ersatzteilspender den Vorteil, dass die Komponenten durch den Verbleib an ihrem ursprünglichen Einbauort quasi katalogisiert bleiben und ohne Zusatzaufwand leicht auffindbar sind. Nachteilig ist, dass die Teile im Bedarfsfall erst ausgebaut und auf Verwendbarkeit geprüft werden müssen, und dass auch solche Teile aufbewahrt werden und Platz benötigen, die voraussichtlich nie wieder als Ersatzteil verwendet werden. Zum Beispiel wird im Falle eines Kraftwagens selten das vollständige Fahrgestell als Ersatzteil nachgefragt, viel begehrter sind vergleichsweise kleine Verschleißteile wie Lager, Kupplungen oder Bremsen.
Grundsätzlich sind alle aus einem Ersatzteilspender entnommenen Teile nicht mehr neuwertig und vor dem Einsatz in anderen Geräten muss stets kritisch hinterfragt werden, ob die Weiterverwendung gefahrlos und wirtschaftlich möglich ist. 
Dennoch ist es üblich, dass beispielsweise sogar Verkehrsflugzeuge als Ersatzteilspender vorgehalten werden.
In manchen Fällen sind Ersatzteilspender die einzige Möglichkeit, noch an Austauschteile zu gelangen. Originalersatzteile können zum Beispiel dann nicht beschafft werden, wenn sie in bestimmten Regionen oder Ländern aufgrund von Einfuhrbeschränkungen nicht verfügbar sind, oder wenn die Ersatzteilversorgung durch die Industrie aufgrund des hohen Alters des Gesamtgerätes oder anderer wirtschaftlicher Beweggründe bereits abgekündigt wurde (Obsoleszenz). Dies kann auch geschehen, wenn etwa die Stilllegung oder Ausmusterung aller Geräte eines bestimmten Typs (z. B. Lokomotivbaureihen bei der Eisenbahn) bereits absehbar ist und es wirtschaftlich nicht lohnend erscheint, für die geringe Restlaufzeit, etwa bis zur Fertigstellung von moderneren Nachfolgebaureihen, noch neue Ersatzteile produzieren zu lassen.
Defekte Geräte werden auch gezielt zum Zweck der Ersatzteilgewinnung erworben. So gibt es etwa bei Kraftfahrzeugen einen nennenswerten Markt für Unfallautos. Da für den Ausbau von Ersatzteilen stets auch Arbeitszeit investiert werden muss, sinkt die Attraktivität für die Nutzung von Ersatzteilspendern mit steigenden Lohnkosten.
Die Entnahme von Teilen aus einem Ersatzteilspender wird umgangssprachlich auch oft als Ausschlachten bezeichnet.